# Франклін (Арканзас)
Франклін (англ. Franklin) — місто (англ. town) в США, в окрузі Ізард штату Арканзас. Населення — 191 особа (2020).

## Географія
Франклін розташований на висоті 191 метр над рівнем моря за координатами 36°10′36″ пн. ш. 91°46′50″ зх. д. / 36.17667° пн. ш. 91.78056° зх. д. (36.176562, -91.780638).  За даними Бюро перепису населення США в 2010 році місто мало площу 5,23 км², уся площа — суходіл. В 2017 році площа становила 5,52 км², уся площа — суходіл.

## Демографія
Згідно з переписом 2010 року, у місті мешкало 198 осіб у 89 домогосподарствах у складі 63 родин. Густота населення становила 38 осіб/км².  Було 104 помешкання (20/км²). 
Расовий склад населення:
| - 98,0 % — білих - 1,0 % — корінних американців |

До двох чи більше рас належало 0,5 %. Іспаномовні складали 0,5 % від усіх жителів.
За віковим діапазоном населення розподілялося таким чином: 15,2 % — особи молодші 18 років, 67,6 % — особи у віці 18—64 років, 17,2 % — особи у віці 65 років та старші. Медіана віку мешканця становила 49,0 року. На 100 осіб жіночої статі у місті припадало 98,0 чоловіків;  на 100 жінок у віці від 18 років та старших — 97,6 чоловіків також старших 18 років.
Середній дохід на одне домашнє господарство  становив 50 492 долари США (медіана — 43 000), а середній дохід на одну сім'ю — 51 982 долари (медіана — 51 875). За межею бідності перебувало 14,7 % осіб, у тому числі 18,5 % дітей у віці до 18 років та 14,6 % осіб у віці 65 років та старших.
Цивільне працевлаштоване населення становило 88 осіб. Основні галузі зайнятості: освіта, охорона здоров'я та соціальна допомога — 26,1 %, будівництво — 21,6 %, виробництво — 12,5 %, фінанси, страхування та нерухомість — 8,0 %.
За даними перепису населення 2000 року в Франкліні проживало 184 особи, 52 родини, налічувалося 80 домашніх господарств і 89 житлових будинків. Середня густота населення становила близько 34,7 людини на один квадратний кілометр. Расовий склад Франкліна за даними перепису розподілився таким чином: 97,83 % білих, 1,09 % — корінних американців, 1,09 % — інших народів. Іспаномовні склали 2,72 % від усіх жителів містечка.
З 80 домашніх господарств в 23,8 % — виховували дітей віком до 18 років, 50,0 % представляли собою подружні пари, які спільно проживали, в 7,5 % сімей жінки проживали без чоловіків, 35,0 % не мали сімей. 31,3 % від загального числа сімей на момент перепису жили самостійно, при цьому 25,0 % склали самотні літні люди у віці 65 років та старше. Середній розмір домашнього господарства склав 2,30 особи, а середній розмір родини — 2,81 особи.
Населення містечка за віковим діапазоном за даними перепису 2000 року розподілилося таким чином: 21,7 % — жителі молодше 18 років, 11,4 % — між 18 і 24 роками, 27,2 % — від 25 до 44 років, 21,7 % — від 45 до 64 років і 17,9 % — у віці 65 років та старше. Середній вік мешканця склав 38 років. На кожні 100 жінок в Франкліні припадало 85,9 чоловіків, у віці від 18 років та старше — 94,6 чоловіків також старше 18 років.
Середній дохід на одне домашнє господарство в містечкі склав 19 750 доларів США, а середній дохід на одну сім'ю — 26 250 доларів. При цьому чоловіки мали середній дохід в 20 341 долар США на рік проти 19 167 доларів середньорічного доходу у жінок. Дохід на душу населення в містечкі склав 13 434 долари на рік. 13,5 % від усього числа сімей в окрузі і 19,6 % від усієї чисельності населення перебувало на момент перепису населення за межею бідності, при цьому 17,6 % з них були молодші 18 років і 34,1 % — у віці 65 років та старше.